# Chaetonotus arquatus
Chaetonotus arquatus is een buikharige uit de familie Chaetonotidae. De wetenschappelijke naam van de soort werd in 1903 voor het eerst geldig gepubliceerd door Voigt. De soort wordt in het ondergeslacht Primochaetus geplaatst.